# Елізабета Канчеська-Мілевська
Елізабета Канчеська-Мілевська (нар. 30 червня 1970, Велес) — македонська політикиня і міністерка культури в період 2008—2017 років.

## Життєпис

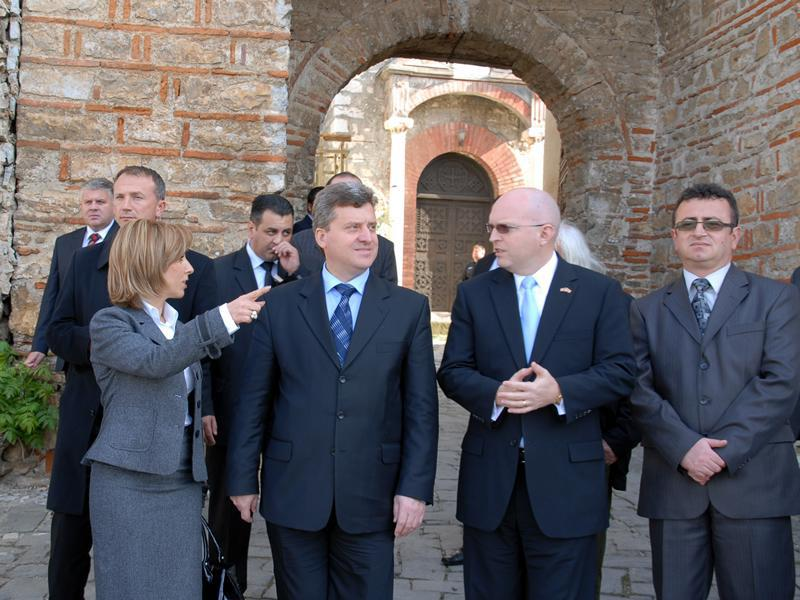
Канчеська-Мілевська, президент Георге Іванов та американський посол Філіп Рікер відвідують Охрид (2009)

Канчеська-Мілевська народилася 1970 року у Велесі. У 1989 році отримала повну середню освіту в середній школі «Йосип Броз Тіто», Скоп'є. У 1993 році закінчила філософський факультет Університету «Св. Кирило і Мефодій» — Скоп'є, соціологічна група.
У 2005 році здобула ступінь магістерки в аспірантурі «Європейські студії для інтеграції та комунікацій» на філософському факультеті Університету «Св. Кирила і Мефодія» — Скоп'є, на тему «Соціальний захист культурної спадщини в контексті культурної політики Республіки Молдова та процесу інтеграції в ЄС» та отримала звання магістерки «Європейські дослідження для інтеграції і зв'язку». У лютому 2012 року здобула докторський ступінь на факультеті філософії Університету «Св. Кирила і Мефодія» в Скоп'є на тему «Європейська культурна модель і політика культурної інтеграції Республіки Македонія».

## Проєкти на посаді міністерки культури

### 2013 рік
Вона була уповноважена прем'єр-міністром Груєвським підписати контракт з компанією Субрата Роя на будівництво пам'ятника Матері Терезі.
У Прілепі була реконструйована годинникова вежа.
У середині березня 2013 року було оголошено про початок процедури будівництва нового Універсального залу, в якому кількість місць буде збільшено з 1500 до 3000. У 2016 році Канческа-Мілевська та Коце Траяновскі кажуть, що новий зал не буде побудований.
Міністерство, яке очолює Канчеська-Мілевська, постачає фестивалю «Брати Манакі» нове цифрове обладнання вартістю близько 110 тисяч євро.
В інтерв'ю «Утрінському веснику» вона каже, що «Будівництво Старого театру, музейного комплексу, Меморіального дому Матері Терези, Брами, встановлених нами скульптур, концертного залу філармонії не залежить від муніципалітету. Центр, цей муніципалітет не має юрисдикції над проектами Міністерства культури, він відповідає лише за будівництво пам'ятників, які є частиною проекту Скоп'є 2014».
Канчеська-Мілевська повідомляє, що, починаючи з 2014 року, Міністерство фінансуватиме десять композицій на рік у трьох категоріях: «Таланти», «Заохочення сімейних цінностей і багатодітних сімей» і «Утвердження Республіки Македонія та її історії».
У квітні того ж року разом із тодішнім директором Служби із загальних і спільних справ Уряду Васе Доневскі та колишнім мером муніципалітету Центр Володимиром Тодоровичем від імені Уряду подали звіт про Проект «Скоп'є 2014». З цієї нагоди міністр зазначає, що окрім Воріт Македонії, будівлі Старого театру, Музейного комплексу Македонської боротьби, Концертного залу філармонії, які підпорядковуються Міністерству культури, розміщено ще 35 скульптур в центральній частині міста. Ці скульптури також включають «Три верби», які були розміщені у Вардарі (ціна: 270 000 євро). В інтерв'ю Васько Попетрескі, як депутатка у новому складі парламенту у 2018 році, Канчеська-Мілевська каже, що Міністерство культури відповідало лише за будівлі, в яких розміщені Театр, Музей, Філармонія та Македонські ворота.
Провладні ЗМІ вважають, що цей звіт знімає всі сумніви та спекуляції щодо проєкту «Скоп'є 2014», тоді як опозиційні ЗМІ критикують його, починаючи з таких деталей, як те, що вони не були поінформовані про прес-конференцію, яка відбулася, аж до того, що звіти про витрати не стосувалися повністю побудованих будівель.
У липні 2013 року Канчеська-Мілевська анонсувала будівництво нової будівлі для драмтеатру, який мав розташуватися на місці МНТ-центру.
18 серпня 2013 року Канчеська взяла участь у відкритті сувенірної крамниці на пункті пропуску «Богородиця» на македонсько-грецькому кордоні.
У жовтні 2018 року музикант Златко Оріджанскі, який є частиною команди, яка готує виставу «Язики вогню» в драматичному театрі в Скоп'є (текст: Горан Стефановский, режисер: Слободан Унковський), просить міністра Канчеську-Мілевську скасувати поїздку і з коктейлю звернути увагу на акторів, які прем'єри готують без центрального опалення.

### 2014 рік
У лютому 2014 року очолюване Канчеською-Мілевською Міністерство культури оголосило, що на початку наступного року буде оголошено конкурс на закупівлю скульптур у галерейному форматі македонських авторів.